# Carmen Arrufat
Carmen Arrufat Blasco (Castellón de la Plana, Castellón, Comunidad Valenciana, 11 de octubre de 2002) es una actriz española, conocida por haber interpretado a Lis en la película de 2020 La inocencia, por el que recibió la nominación como mejor actriz revelación en los premios Goya de ese mismo año.

## Biografía
Carmen Arrufat nació en la ciudad valenciana de Castellón de la Plana el 11 de octubre de 2002. Se formó en la Escuela Municipal de Teatro de Castellón (EMTC). Posteriormente, recibió clases en la academia de interpretación Aula, Cine y Televisión de Castellón, donde encontró la audición de la película La inocencia.
Tocaba en la tuna de Castellón. Estudio en el colegio madre Vedruna Sagrado Corazón.

## Trayectoria profesional
Realizó su primera incursión en el cine con su papel protagónico en la película La inocencia de Lucía Alemany. Se presentó a la audición de la película por el apoyo de una compañera mientras realizaba el bachillerato, con tan solo dieciséis años, en el cual la eligieron para interpretar a Lis, la protagonista: «Yo estaba en una época en la que quería irme a Valencia a estudiar bachillerato artístico pero no pude, estaba desanimada y no quería presentarme al casting, pero una compañera me animó y envié un vídeo de presentación». Por su interpretación, fue nominada como mejor actriz revelación en los premios Goya, los premios Gaudí y las medallas del Círculo de Escritores Cinematográficos. Posteriormente, participó en la película Nada será igual (2019), donde interpretó a Joanna. En enero de 2020 fue entrevistada en el programa La resistencia de David Broncano.
En septiembre de 2020 estrenó la serie de Televisión Española HIT, donde realizó uno de los papeles protagonistas, Lena Vallejo, durante la primera temporada. También ese año, tuvo una participación en la serie Diarios de la cuarentena. En octubre del mismo año se anunció su incorporación a la serie de Movistar+ Todos mienten, con el personaje de Natalia.

## Filmografía

### Cine
| Año  | Título          | Personaje | Director      |
| ---- | --------------- | --------- | ------------- |
| 2019 | La inocencia    | Lis       | Lucía Alemany |
| 2019 | Nada será igual | Joanna    | Víctor Antolí |

### Televisión
| Año       | Título                   | Personaje                  | Cadena    | Notas        |
| --------- | ------------------------ | -------------------------- | --------- | ------------ |
| 2020      | Diarios de la cuarentena | Carmen                     | La 1      | 4 episodios  |
| 2020—2024 | HIT                      | Elena «Lena» Vallejo Posse | La 1      | 21 episodios |
| 2022—2024 | Todos mienten            | Natalia Valbuena Vidal     | Movistar+ | 11 episodios |
| 2022—2024 | Élite                    | Sara                       | Netflix   | 24 episodios |

## Premios y nominaciones
| Año  | Premio                                              | Categoría                           | Trabajo nominado | Resultado | Ref.   |
| ---- | --------------------------------------------------- | ----------------------------------- | ---------------- | --------- | ------ |
| 2020 | Premios Goya                                        | Mejor actriz revelación             | La inocencia     | Nominada  | [ 11 ] |
| 2020 | Medallas del Círculo de Escritores Cinematográficos | Actriz revelación de cine           | La inocencia     | Nominada  | [ 12 ] |
| 2020 | Premios Gaudí                                       | Mejor actriz                        | La inocencia     | Nominada  | [ 13 ] |
| 2021 | Premios Días de Cine                                | Revelación - Ha nacido una estrella | La inocencia     | Ganadora  | [ 14 ] |